# 臨済院

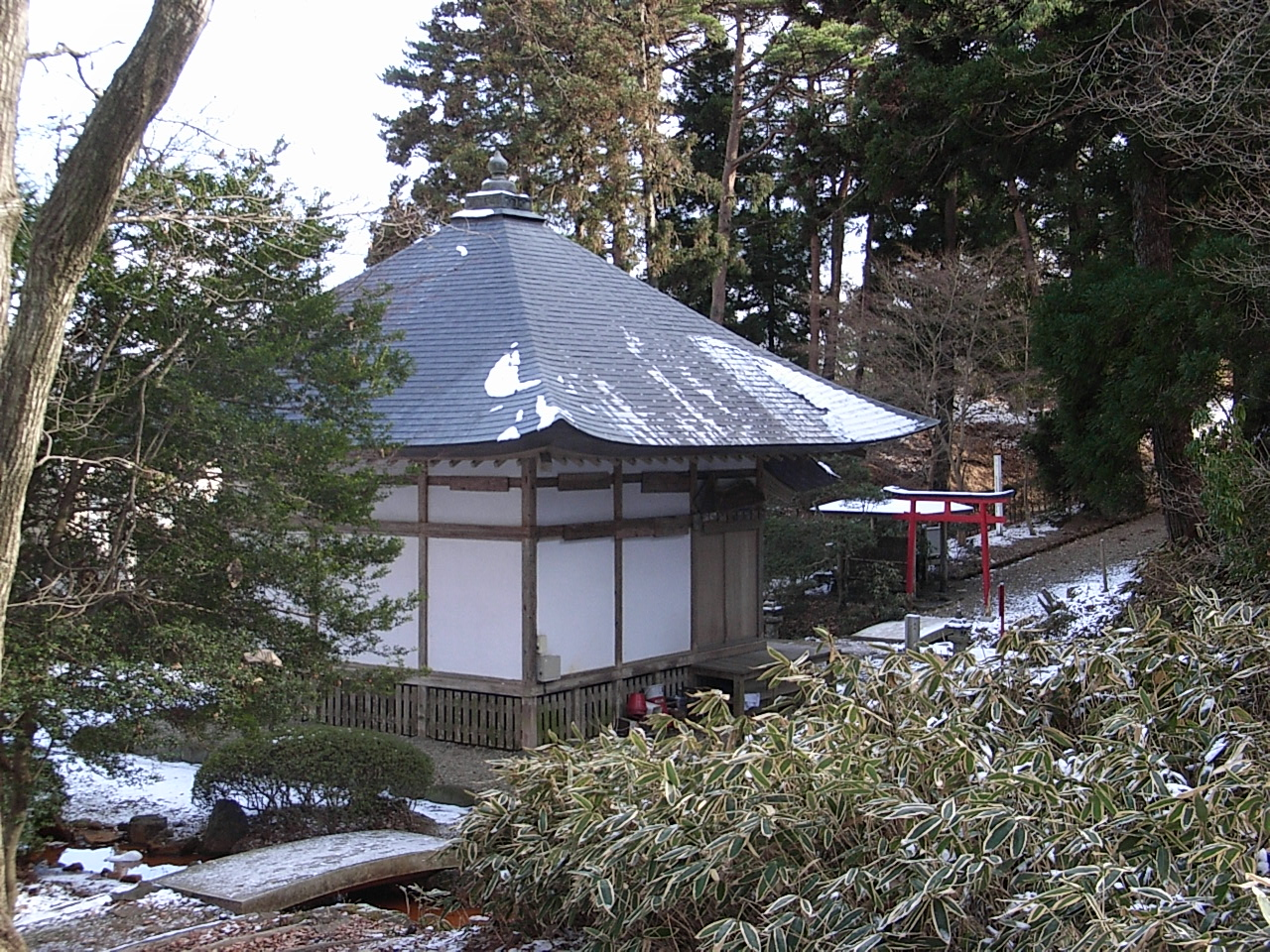
弁財天堂の裏手

臨済院（りんざいいん）は、1701年から明治時代まで、陸奥国宮城郡芋沢村吉成（現在の宮城県仙台市青葉区臨済院）にあった黄檗宗の寺院である。山号は河北山。江戸時代には仙台の黄檗宗の有力寺院であったが、明治時代に廃寺になった。境内の建物としては弁財天堂だけが残り、「臨済院地内弁財天堂並びに堂地」の名称で仙台市の有形文化財に指定されている。
ここでは、町丁としての仙台市青葉区臨済院についても併せて記述する（詳細は#地域を参照）。

## 歴史
黄檗宗に傾倒した仙台藩主伊達綱村が、元禄14年（1701年）に仙台の北西の外れにある角五郎丁に作らせたのが始まりである。綱村が筆をとって額の字を書き、仙台城内の万善堂にあった如意輪観音像を本尊とした。開山は、仙台近郊にある大年寺の第4世鳳山であった。鳳山は、大年寺の役僧を1か月交代で臨済院に派遣して管理した。寺には料具金13両と、人足扶持8人分が与えられた。
綱村の後を譲られた伊達吉村は、正徳4年（1714年）2月9日に、栗原郡一迫畑岡村で4貫700文、志田郡下中野目村で5貫300文、合計10貫文（100石）の寺地を与え、かわりに料具金・人足扶持を停止した。正徳5年（1715年）9月に、吉村は臨済院を芋沢村の吉成に移した。その頃は綱村も隠居として存命で、家臣をやって祝儀の品を届けさせた。享保元年（1716年）10月には吉村が参詣して、鳳山が70歳になったことを賀す歌を詠んだ。鳳山は、その年の8月に五社明神社を、翌年3月には疱瘡神社を境内に建てた。他に、いつ作られたか不明な弁財天堂があった。
臨済院は、安永3年（1774年）頃には塔頭を10、末寺を23持つ大寺院で、仙台藩の寺の序列で着座格とされていた。
安永2年（1773年）1月21日に、寺内の木を盗伐しようとした樵夫（きこり）の頭と背を副寺の龍田が杵で打って殺した。行方不明になった樵夫を捜しに来た親戚に、龍田は樵夫を追い出したと答えたが、後に死体が見つかったため殺人事件になった。龍田には斬罪、住職には捜索に非協力的だったことにより蟄居の判決が下った。
明治になって、寺領と藩の保護を失うと衰退し、明治20年（1887年）頃までにすべての堂宇を失い、廃寺になった。境内にあった弁財天堂だけが地元の人々に守られて残った。
昭和60年（1985年）に発掘調査が実施された。寺の東にあった山門跡、本堂跡と思われる石垣遺構、鐘楼の基壇、性格がはっきり確定できないが寺の石垣遺構、井戸跡が確認された。また、遺物としては江戸時代の陶磁器が多数出土した。

## 弁財天堂
方三間、宝形造、銅板葺の仏堂。建立年代は様式から江戸時代中期とみられ、解体修理時に「宝永」の年号を墨書した板（棟札か）が発見されたことから、宝永年間（1704 - 1711年）の竣工とみられる。臨済院直属ではなく、塔頭の慈峯院が別当として管理した。臨済院が廃寺となり、建物がすべて失われても、このお堂だけは地元の住民が守って維持された。昭和62年（1987年）9月に宮城町が町の有形文化財に指定し、これを受けて修理のための河北山臨済院弁財天堂修復奉賛会が作られた。宮城町は同年中に仙台市に合併したため、仙台市の文化財となり、市の補助を受けて修復奉賛会が平成元年（1989年）に堂を修理した。
弁財天堂の裏には湧き水があり、小さな池からあふれ出る細流は下って梅田川に注ぐ。かつて周辺には湿気を好み木に着生するカヤラン、モミランが生えていたが、周辺の宅地化が進むと見られなくなった。

## 江戸時代の塔頭
- 慈峯院
- 興化院
- 福源院
- 拈華澗松院
- 福寿院
- 瑞雲院
- 三聖院
- 金剛院
- 興雲院

以上、「安永風土記書出」による。

## 江戸時代の末寺
- 大慈山 正眼庵 - 柴田郡村田郷
- 聖徳庵 - 刈田郡。山号なし。
- 福寿院 - 桃生郡寺崎村。山号なし。
- 地蔵庵 - 本吉郡志津川村。山号なし。
- 薬師堂 - 桃生郡女川村。山号なし。
- 鳳凰山 興禅庵 - 宮城郡南目村
- 聖皇山 瑞麟庵 - 宮城郡小田原村。無縁塚。
- 西方庵 - 登米郡石森村。山号なし。
- 迦文堂 - 牡鹿郡大瓜村。山号なし。
- 薬師堂 - 牡鹿郡飯子浜。山号なし。
- 玉笛堂 - 名取郡根岸村。仙台城下。大年寺塔頭。
- 撑月院 - 大年寺塔頭。
- 霊松院 - 宮城郡小田原村。仙台城下。万寿寺塔頭
- 霊松院 - 宮城郡小田原村。仙台城下。万寿寺塔頭
- 吟松院 - 万寿寺塔頭。
- 竜花院 - 宮城郡利府本郷竜蔵寺塔頭。
- 三玄庵 - 竜蔵寺塔頭。
- 海門寺 - 牡鹿郡門脇村。伊達綱村のとき大年寺の末寺になる。
- 孝厳院 - 海門寺塔頭。
- 慈光庵 - 海門寺塔頭。
- 東瑞山 光明寺 - 出羽国村山郡川原子村
- 稲河山 普照寺 - 出羽国村山郡川原子村
- 法性山 月心院 - 陸奥国田村庄平沢村
- 大慈山 蓮心院 - 下野国那須郡小花輪村

以上、「安永風土記書出」による。

## 年表
- 元禄14年（1701年） - 伊達綱宗により角五郎丁に建立。開山は鳳山。
- 正徳4年（1714年）2月9日 - 寺領として10貫文を与えられた。
- 正徳5年（1715年） - 芋沢村吉成に移転。
- 正徳5年（1715年）8月 - 境内に五社明神社を建立。
- 正徳6年（1716年）3月 - 境内に疱瘡神社を建立。
- 享保元年（1716年）10月 - 伊達吉村が参詣。
- 安永2年（1773年）1月21日 - 境内に盗伐に入った樵夫を僧龍田が杵で撲殺した。
- 安永2年（1773年）2月15日 - 樵夫の死体が見つかった。
- 安永2年（1773年）3月8日 - 犯人の龍田に斬刑、住職に蟄居の判決が下った。
- 明治20年（1887年）頃 - この頃までに寺の建物が失われた。
- 昭和60年（1985年） - 発掘調査。
- 昭和62年（1987年）9月 - 弁財天堂が宮城町の有形文化財に指定された。
- 平成元年（1989年）4月 - 修復工事完了。

## 地域
臨済院（りんざいいん）は、宮城県仙台市青葉区の町丁。郵便番号は980-0000（掲載地域なし）。人口は0人、世帯数は0世帯。住居表示は全域で未実施。
町丁としての臨済院は弁財天堂と臨済院公園のみの範囲であるため面積は非常に狭い。周囲を国見ケ丘に囲まれている。

## 小・中学校の学区
小・中学校の学区は以下の通りとなる。
| 町丁   | 字・番地 | 小学校     | 中学校     |
| ------ | -------- | ---------- | ---------- |
| 臨済院 | 全域     | 吉成小学校 | 吉成中学校 |

## 施設

### 公共
- 臨済院公園（臨済院・国見ケ丘五丁目159外）

### 寺社
- 弁財天堂（臨済院20）

## 交通

### 鉄道
- 鉄道駅はない。最寄り鉄道駅は仙山線の国見駅。

### バス
- バス停はない。最寄りバス停は仙台市営バス880/S880/X880系統の無線中継所仏舎利塔前もしくは弁天前となる。

### 道路
- 一般国道、一般県道は通っていない。